# Adam Sowa (muzyk)
Adam Sowa (ur. 30 września 1967 w Sanoku) – polski muzyk, zawodowy saksofonista muzyki rozrywkowej i jazzu.

## Kariera zawodowa
Absolwent Państwowej Szkoły Muzycznej II stopnia w klasie saksofonu. Saksofonista sopranowy, altowy, tenorowy. Członek wielu formacji muzycznych; 1986 Orkiestra Garnizonowa Rzeszów, 1987 Zespół Rozrywkowy WDW Jantar w Juracie, 1991 Orkiestra CSMW Ustka, 1996 Orkiestra Reprezentacyjna Kraków, 2005 Zespół Coverowy MarkBand, 2009 Saxpasja – Kwartet Jazzowy, 2009 Kapelmistrz Orkiestry Dętej.

## Osiągnięcia
- Dyplom wyróżnienia w klasie Saksofonu S.O.M nr 1, Rzeszów 1982 r.
- Dyplom wyróżnienia w Międzywojewódzkim przeglądzie Ognisk Artystycznych, Lublin 1983 r.
- Laureat konkursu szkół muzycznych II stopnia w klasie instrumentów dętych drewnianych, Elbląg 1994 r.
- I miejsce w konkursie solistów instrumentalistów Krakowskiego Okręgu Wojskowego, Lublin 1996 r.
- III miejsce w ogólnopolskim konkursie WP solistów instrumentalistów, Świeradów Zdrój 1996 r.[2]
- I miejsce w konkursie kameralistów Krakowskiego Okręgu Wojskowego, Rzeszów 1997 r.
- II nagroda w ogólnopolskim konkursie WP solistów, Świeradów Zdrój 1997 r.[3]
- I nagroda w ogólnopolskim konkursie WP zespołów kameralnych, Świeradów Zdrój 1999 r.[2]
- II miejsce w ogólnopolskim konkursie WP instrumentów dętych drewnianych, Świeradów Zdrój 1999 r.[2]
- III miejsce w ogólnopolskim konkursie WP kameralistów, Świeradów Zdrój 2000 r.[3]
- III miejsce w ogólnopolskim konkursie WP zespołów rozrywkowych, Świeradów Zdrój 2001 r.[3]
- III miejsce w ogólnopolskim konkursie WP solistów, Świeradów Zdrój 2002 r.[3]
- I miejsce w Międzynarodowym festiwalu Old Jazz Meeting "Złota Tarka", Iława 2010 r.
- Odznaka honorowa Zasłużony dla Kultury Polskiej z okazji jubileuszu 100-lecia Orkiestry Dętej, Iwkowa 2011 r.